# 方丹莱韦克
方丹莱韦克（法語：Fontaine-l'Évêque，法語發音：[fɔ̃tɛn levɛk] ⓘ）是比利时瓦隆大区埃諾省沙勒罗瓦区的一座城市，位于沙勒罗瓦西侧，通行法语，是比利时法语社群的一部分，面积28.41平方千米，人口17,801人（2018年1月1日）。